# 1734 год в музыке

## События
- 29 марта — Луи-Габриэль Гиймен (фр. Louis-Gabriel Guillemain) становится первым скрипачом в Королевской Академии в Дижоне.
- 23 апреля — в лейпцигской Томаскирхе Иоганн Себастьян Бах впервые исполнил страстную ораторию Ein Lämmlein geht und trägt die Schuld Готфрида Хайнриха Штёльцеля (нем. Gottfried Heinrich Stolzel).
- Закрылась компания под названием Королевская академия музыки (англ. Royal Academy of Music) после того, как столкнулась со многими трудностями, в том числе спорами между Генделем и солистами.

## Классическая музыка
- Георг Фридрих Гендель — Concerti grossi, Op. 6.
- Джованни Баттиста Мартини — Litaniae atque antlphonae finales B. V. Mariae.

## Опера
- Джованни Баттиста Костанци (итал. Giovanni Battista Costanzi) — La Flora.
- Джованни Баттиста Перголези — «Адриан в Сирии» (итал. Adriano in Siria).

## Родились
- 17 января — Франсуа-Жозеф Госсек, французский композитор (умер в 1829).
- 20 февраля — Франц Игнац Бек, немецкий музыкант, композитор (ум. 1809).
- 19 апреля — Карл фон Ордоньес[англ.], австрийский судья, скрипач и композитор (умер в 1786).
- 28 июня — Жан-Жак Боварле-Шарпантье[фр.], французский органист и композитор (умер в 1794).
- 23 июля — Антонио Мария Гаспаро Саккини, итальянский композитор (умер в 1786).
- 18 декабря — Жан-Батист Ре[фр.], французский дирижёр и композитор (умер в 1810).
- дата неизвестна
  - Бенджамин Кук, английский органист, композитор и педагог (умер в 1793).
  - Филипп Файл[англ.], американский скрипач и композитор немецкого происхождения, автор патриотической песни «Да здравствует Колумбия» (умер 1793).

## Умерли
- 25 февраля — Марианна Булгарелли[итал.] (англ. ), итальянская оперная певица-сопрано (родилась в 1684).
- 13 июня — Николаус Феттер[нем.], немецкий органист и композитор (родился в октябре 1666).
- 6 октября — Готтфрид Райхе[нем.], немецкий трубач-виртуоз и композитор (родился 5 февраля 1667).
- дата неизвестна — Обадия Шаттлуорт[англ.], английский скрипач, органист и композитор (дата и год рождения неизвестны).